# Villamontes (gemeente)
Villamontes is een gemeente (municipio) in de Boliviaanse provincie Gran Chaco in het departement Tarija. De gemeente telt naar schatting 49.419 inwoners (2018). De hoofdplaats is Villamontes.